# 苏中
狭义的苏中地区是指江苏省中部的扬州、南通和泰州沿江三市。廣義上的蘇中（屬於苏北的一部份），是指長江以北，淮河以南地區，今天的崇明、六合、浦口 、揚中都是曾經的蘇北地區，或者說蘇中地區。崇明岛所构建的崇明县是在1958年底劃入上海。2002年以前，江苏省官方认定的苏中城市还包括南京和镇江，简称苏中五市。
江蘇省總體被分為兩個部分，蘇南和蘇北，蘇南指長江以南江蘇省地區，蘇北指長江以北江蘇省地區，由於蘇北地域廣闊，有時候又在蘇北地區進行細分為蘇北和蘇中地區。 。

## 历史

### 抗日战争
1944年3月5日至3月7日，新四军粟裕发起车桥战役，歼灭日军大佐以下465人(生俘24人)、伪军483人（生俘168人）。巩固和扩大了苏中抗日根据地，实现了苏中抗战形势的根本好转，进一步加深了日军的危机。